# Ligne de Saint-Roch à Frévent
La ligne de Saint-Roch à Frévent est une ligne de chemin de fer non électrifiée à voie unique qui relie la gare de Saint-Roch (Somme) à celle de Frévent sur la ligne de Fives à Abbeville. Elle est déposée sur une partie de son parcours, entre Frévent et Doullens.
Elle constitue la ligne no 305 000 du réseau ferré national.

## Historique
La section de Canaples à Bouquemaison, partie d'un itinéraire « de la limite du Pas-de-Calais à Gamaches, par Doullens et Airaines », est déclarée d'utilité publique, au titre de l'intérêt local, par un décret impérial le 15 mai 1869. Ce même décret approuve la convention signée le 14 janvier 1869, entre le conseil général de la Somme et Messieurs Gautray, Abt et Gustave Delahante pour la concession de cette ligne.
La section de Frévent à Bouquemaison est déclarée d'utilité publique, au titre de l'intérêt local, par un décret le 8 octobre 1873. Ce même décret approuve la convention signée 23 novembre 1872, entre le conseil général du Pas-de-Calais et la Banque franco-autrichienne-hongroise pour la concession de cette ligne.
La section de Doullens à Bouquemaison est rachetée par la Compagnie des chemins de fer du Nord à la Compagnie du chemin de fer de Frévent à Gamaches, par une convention signée le 12 mai 1874. Cette convention est approuvée par un décret le 19 juin 1875. La section de Frévent à Bouquemaison est rachetée par la Compagnie des chemins de fer du Nord à la Banque franco-autrichienne-hongroise, par une convention signée le 5 mars 1874. Cette convention est approuvée par un décret le 19 juin 1875.
La section de Canaples à Amiens est déclarée d'utilité publique, au titre de l'intérêt local, par un décret le 19 juin 1875. Ce même décret approuve les conventions signée le 12 novembre 1873, entre le conseil général du Pas-de-Calais et la Compagnie du chemin de fer de Frévent à Gamaches pour la concession de cette ligne, et le 12 mai 1874 entre la compagnie précité et la Compagnie des chemins de fer du Nord pour le transfert de la concession.
Dans le cadre de leur reclassement dans le réseau d'intérêt général, les sections de « Frévent à Bouquemaison », de « Bouquemaison à Doullens » et de « Canaples à Amiens » sont concédées à la Compagnie des chemins de fer du Nord selon les termes d'une convention signée entre le ministre des Travaux publics et la compagnie, le 5 juin 1883. Cette convention est approuvée par une loi le 20 novembre suivant qui reclasse ces sections dans le réseau d'intérêt général.
La Société nationale des chemins de fer français (SNCF) ferme la ligne aux voyageurs le 7 novembre 1938 (cependant, elle est temporairement rouverte durant la Seconde Guerre mondiale), mais reste néanmoins ouverte au service de fret.
La voie a été déposée, durant les années 1960 et 1970, sur une partie du parcours (de Frévent à Doullens).
Le 4 juin 1991, des essais de traction d'une lourde rame de 26 wagons-trémie (chargés de ballast) par deux UM 3 — une en tête de train, une en queue — de BB 62400 ont lieu sur la section de Saint-Roch à Doullens, dont le profil en long est similaire à celui de la LGV Nord où cette composition de 2 200 tonnes allait circuler dans le cadre de la construction de cette dernière ligne.

## Description

### Tracé et parcours
La ligne se débranche de la ligne de Saint-Roch à Darnétal-Bifurcation en gare de Saint-Roch (Somme), qui est également située sur la ligne de Longueau à Boulogne-Ville. Elle rencontre la ligne de Canaples à Longroy - Gamaches en gare de Canaples, puis la ligne de Doullens à Arras en gare de Doullens. Elle se termine en gare de Frévent, sur la ligne de Fives à Abbeville.
Tout au long de son parcours, elle est marquée par de fortes déclivités (de l'ordre de 16 pour mille).

## Exploitation
La ligne subsiste de Saint-Roch à Doullens, où elle n'est exploitée en trafic fret que sur ses dix premiers kilomètres (notamment pour la desserte de l'« Espace Industriel Nord » d'Amiens),.